# Tesoro di Środa

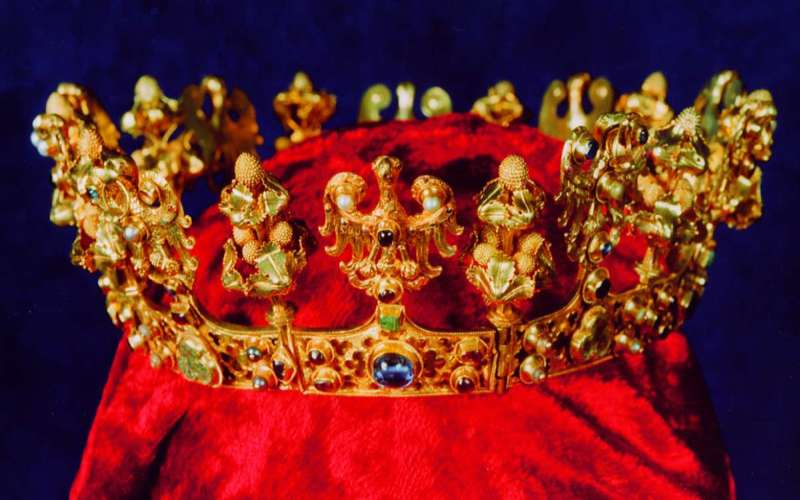
La corona di Bianca di Valois, prima moglie di Carlo IV

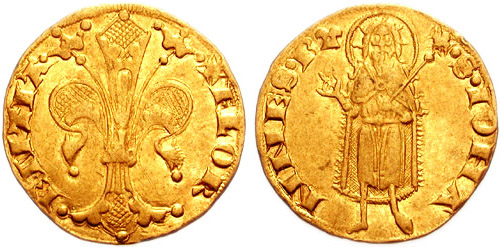
Fiorino dal tesoro di Środa

Il tesoro di Środa (in polacco Skarb Średzki) è uno dei ritrovamenti archeologici più rilevanti del XX secolo. Fu trovato nel 1985 a Środa Śląska in Polonia. La maggior parte del tesoro si trova ora nel museo regionale di Środa Śląska.
Il tesoro è costituito da:
- una corona dorata di Bianca di Valois, prima moglie di Carlo IV
- due orecchini d'oro del XII secolo
- due orecchini d'oro del XIII secolo
- 39 fiorini d'oro
- 2924 monete d'argento